# Liste des châteaux du West Dunbartonshire
Cette liste recense les principaux châteaux du council area du West Dunbartonshire en Écosse.

## Liste
| Nom                  | Type       | Date                   | Condition | Propriétaire      | Localisation                           | Notes                                                                                             | Image |
| -------------------- | ---------- | ---------------------- | --------- | ----------------- | -------------------------------------- | ------------------------------------------------------------------------------------------------- | ----- |
| Château de Dumbarton | Forteresse | XVIIe – XVIIIe siècles |           | Historic Scotland | Dumbarton, 55° 56′ 11″ N, 4° 33′ 56″ O | Classé en catégorie A. L'emplacement était le centre du Royaume de Strathclyde. Ouvert au public. |       |
| Château de Dunglass  |            | Entre 1400 et 1542     | En ruines |                   | 55° 56′ 11″ N, 4° 33′ 56″ O            | Classé en catégorie B.                                                                            |       |
| Château de Balloch   |            | 1809                   |           |                   | Glasgow 56° 00′ 48″ N, 4° 35′ 00″ O    | Classé en catégorie A. Des ruines du château médiéval original subsistent.                        |       |